# Tim Buckley
Timothy Charles "Tim" Buckley III, född 14 februari 1947 i Washington, D.C., död 29 juni 1975 i Santa Monica, Kalifornien, var en amerikansk sångare och musiker. Han experimenterade och blandade jazz, psykedelisk musik, funk, rock, soul och avantgarde. Buckley ansåg att hans röst, som hade ett omfång på fem och en halv oktaver, skulle ses som ett instrument. Det var mest på de två albumen Lorca och Starsailor som han använde röstens fulla potential.
I april 1970 gifte sig Buckley med Judy Brejot Sutcliffe i Santa Monica och adopterade Judys son, Taylor Keith Sutcliffe.
Tim Buckley dog 28 år gammal efter en överdos av heroin. Sonen Jeff Buckley, som han träffade ett fåtal gånger, var också musiker och avled 30 år gammal i en drunkningsolycka.

## Diskografi
Studioalbum
- Tim Buckley (1966)
- Goodbye and Hello (1967)
- Happy Sad (1969)
- Blue Afternoon (1969)
- Lorca (1970)
- Starsailor (1970)
- Greetings from L.A. (1972)
- Sefronia (1973)
- Look at the Fool (1974)

Livealbum
- Dream Letter: Live in London 1968 (1990)
- Peel Sessions (1991)
- Live at the Troubadour 1969 (1994)
- Honeyman: Recorded Live 1973 (1995)
- Once I Was (1999)
- The Copenhagen Tapes (2000)
- Live at the Folklore Center 1967 (2009)
- Venice Mating Call (2017)
- Greetings From West Hollywood (2017)
- Bear's Sonic Journals: Merry-Go-Round at the Carousel (2021)